# The End (album Melvins)
The End – siódmy album koncertowy zespołu Melvins wydany w 2008 roku przez firmę Ipecac Recordings. 

## Lista utworów
1. At A Crawl - 03:04
2. Black Stooges - 03:33
3. Night Goat - 04:55
4. Revolve/Brain Center At Whipples - 08:07
5. Let It All Be - 05:28
6. Hooch - 01:15
7. Mombius Hibatchi - 01:25
8. The Bloat - 04:00
9. The Bit - 05:38

## Twórcy
- Dale Crover - perkusja, wokal
- Kevin Rutmanis - gitara basowa, gitara basowa slide
- King Buzzo - wokal, gitara